# Cova de Son Pieres
La cova de Son Pieres és una cova artificial prehistòrica situada a la possessió de Son Pieres, al municipi de Llucmajor, Mallorca. Les seves dimensions són 16 m de llargària per 10 m d'amplària i 2,1 m d'alçària.